# Glukonian wapnia
Glukonian wapnia (łac. calcii gluconas) – organiczny związek chemiczny, sól wapnia i kwasu glukonowego. Stosowany do uzupełniania niedoborów wapnia u ludzi i zwierząt.

## Zastosowania

### Zastosowania medyczne
Wapń jest jednym z makroelementów niezbędnych do prawidłowego funkcjonowania organizmu, a dobowe zapotrzebowanie na ten pierwiastek wynosi dla człowieka 1 gram. Glukonian wapnia zawiera wagowo 9% wapnia w formie jonów Ca2+
.
Wskazania do stosowania:
- stany zwiększonego zapotrzebowania na wapń (między innymi okres intensywnego wzrostu u dzieci i młodzieży, ciąża, karmienie piersią, rekonwalescencja)
- stany niedoboru wapnia w organizmie (zaburzenia wchłaniania, zwiększone odkładanie się wapnia w tkance kostnej)
- profilaktyka i leczenie osteoporozy
- tężyczka
- wspomagająca w leczeniu chorób alergicznych (między innymi pokrzywka, astma oskrzelowa, obrzęk naczynioruchowy)
- wspomagająca w leczeniu stanów zapalnych (na przykład choroby układu oddechowego)
- złamanie
- demineralizacja kości.

Jest też stosowany w przypadkach przedawkowania soli magnezu.
Możliwe działania niepożądane to wzdęcia, zaparcia i biegunka.
Glukonian wapnia znajduje się na wzorcowej liście podstawowych leków Światowej Organizacji Zdrowia (WHO Model Lists of Essential Medicines) (2017). Jest dopuszczony do obrotu w Polsce (2018).

### Pokazy chemiczne
Glukonian wapnia może być wykorzystany w konkurencyjnej, mniej toksycznej wersji pokazowego doświadczenia chemicznego znanego jako węże faraona.